# Winwill
Winwill är en ort i Australien. Den ligger i regionen Lockyer Valley och delstaten Queensland, omkring 81 kilometer väster om delstatshuvudstaden Brisbane. Antalet invånare är 409.
Runt Winwill är det glesbefolkat, med 11 invånare per kvadratkilometer.. Närmaste större samhälle är Gatton, nära Winwill.
I omgivningarna runt Winwill växer huvudsakligen savannskog. Genomsnittlig årsnederbörd är 1 104 millimeter. Den regnigaste månaden är januari, med i genomsnitt 229 mm nederbörd, och den torraste är augusti, med 34 mm nederbörd.